# Euphorbia oaxacana
Euphorbia oaxacana är en törelväxtart som beskrevs av Benjamin Lincoln Robinson och Jesse More Greenman. Euphorbia oaxacana ingår i släktet törlar, och familjen törelväxter. Inga underarter finns listade i Catalogue of Life.